# Strizh (train)
Le Strizh (russe : Стриж, Strij, littéralement :  martinet), également appelé Strisch en Allemagne, est un train express russe.
Ces rames, sont en service entre Moscou et Nijni Novgorod depuis le 1er juin 2015 et entre Moscou et Berlin depuis le 17 décembre 2016.
Sur la ligne Moscou — Nijni Novgorod, il effectue d'1 à 3 arrêts, reliant les deux villes en 3h35 (lorsqu'il s'arrête uniquement à Vladimir)  Les wagons sont tirés par une locomotive EP20 (en),.

## Lignes
Deux lignes sont actuellement en service :
- Moscou — Nijni Novgorod (via Vladimir, Kovrov et Dzerjinsk).
- Moscou — Berlin (via Smolensk, Minsk, Brest et Varsovie).
- Saint-Pétersbourg — Samara (via Moscou, Nijni Novgorod et Saransk).

## Intérieur

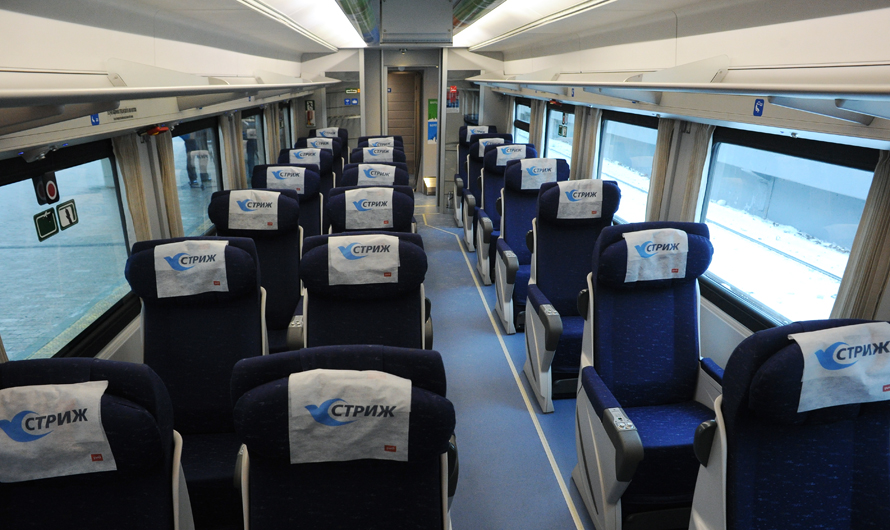
Cabine de 3e classe
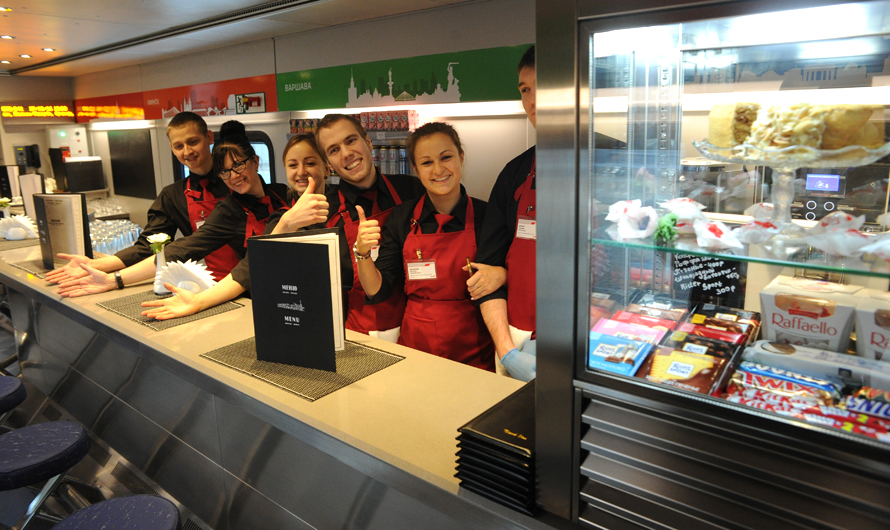
Café-bar du Moscou-Berlin
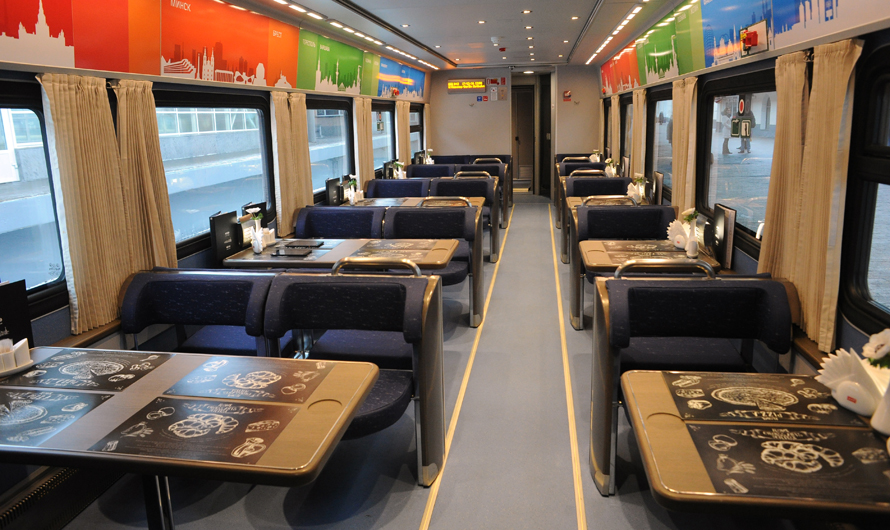
Bar-restaurant
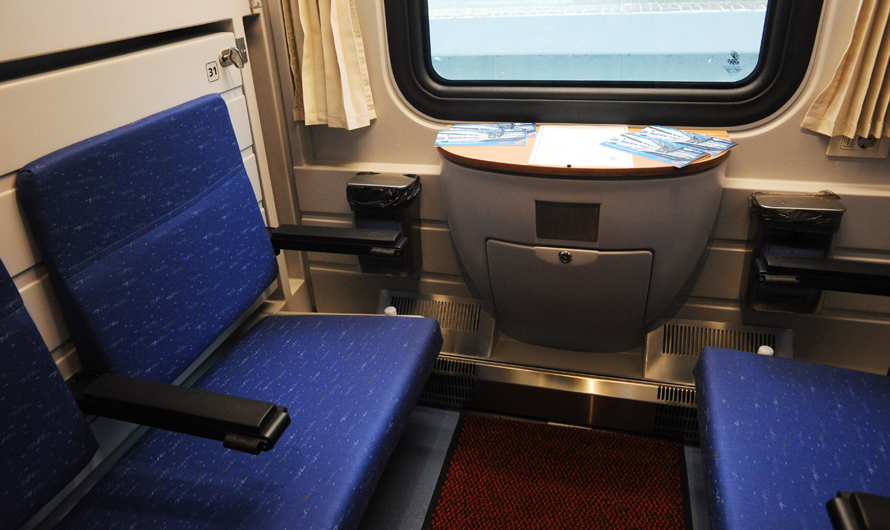
Compartiment 2e classe